# 고성군 (조선민주주의인민공화국)

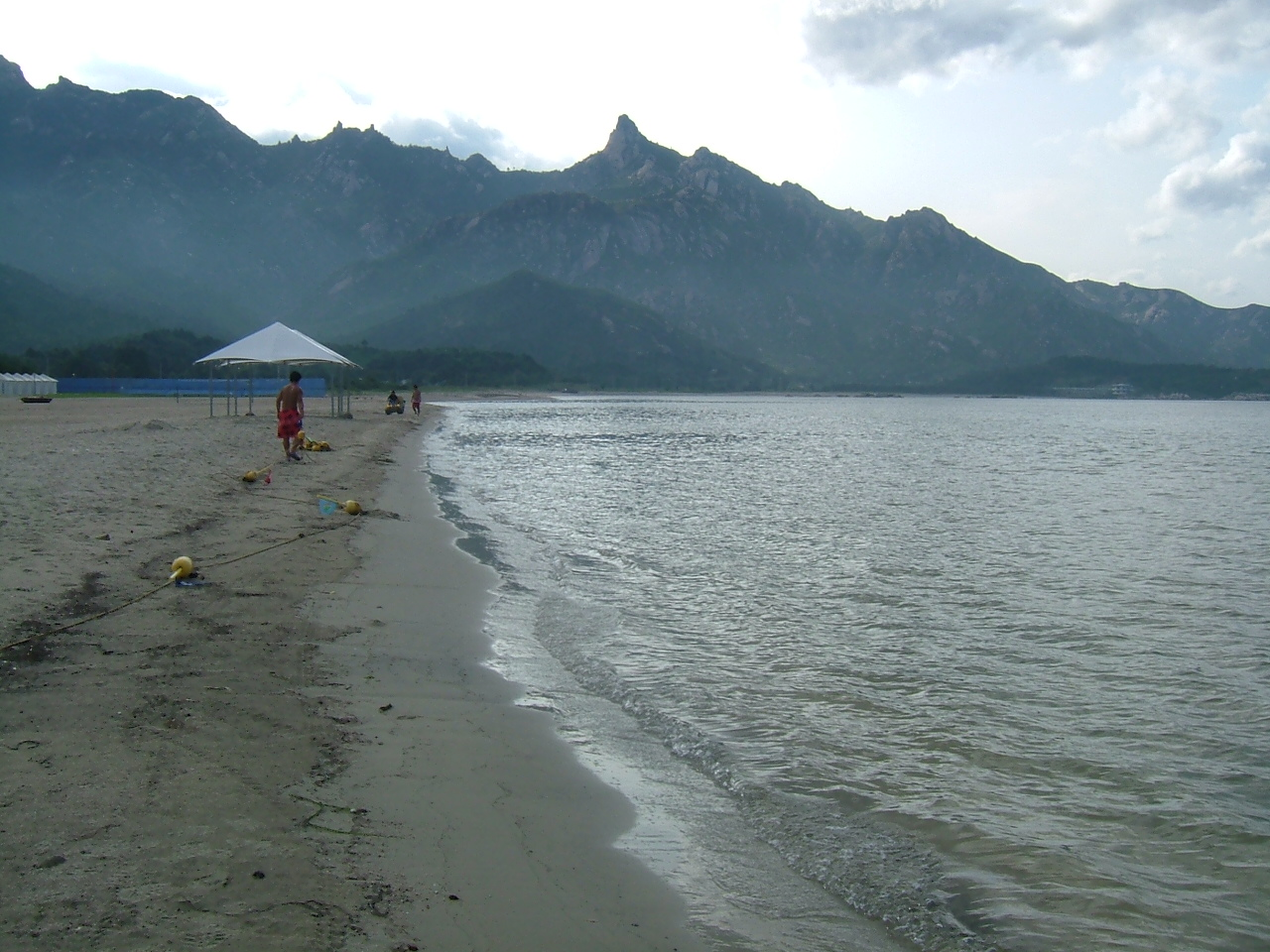
장전만에 있는 금강산해수욕장

고성군(高城郡)은 조선민주주의인민공화국의 강원도에 있는 군이다.
원래 38도선 이북에 위치하였던 고성군은 조선민주주의인민공화국의 관할이었다. 그러나 한국 전쟁의 결과 남부 지역을 대한민국이 차지하여, 1953년 7월 27일 군사분계선 이북 지역만을 관할하게 되었다.
현재 조선민주주의인민공화국 고성군의 '고성읍'은 광복 당시의 장전읍이다.

## 지리
1914년 이전의 고성군이었던 지역과 통천군 림남면이었던 지역을 관할하고 있다. 군면적의 대부분은 산지이다. 동해에 접해있는 지역은 평야로 구성되어 있다. 금강산은 고성군의 북한 지역에 위치해 있는 산으로 고성군에서 가장 높은 산이다. 서쪽으로 금강군, 북서쪽으로 통천군과 접한다.

## 역사
1952년 12월, 당시 고성군의 장전읍, 외금강면, 고성면의 13개 리와 서면의 12개 리, 수동면의 3개 리, 통천군 림남면을 합쳐 고성군(고성읍, 26개 리)을 구성했다.
장전읍은 1937년 신북면에서 장전리, 성북리, 사호리, 주험리를 분리해 설치된 읍으로 이후 고성읍으로 개칭했으며, 원래의 고성읍은 '구읍리'로 개편되었다.

## 경제
지역의 경제는 농업이 주를 이루지만 어업도 상당 부분을 차지하며 미역과 조개가 생산된다. 주요 농작물로는 쌀, 옥수수, 콩, 밀, 보리가 있다. 특히 죽세공품의 생산으로 유명하다.

## 교통
금강산청년선이 지난다. 남측의 고성군에서 끊겨있다.

## 행정 구역
1읍 23리로 구성되어있다.
- 고성읍 (高城邑)
- 온정리 (溫井里)
- 금천리 (金川里)
- 주둔리 (駐屯里)
- 순학리 (順鶴里)
- 월비산리 (月飛山里)
- 봉하리 (烽下里)
- 구읍리 (舊邑里)
- 삼일포리 (三日浦里)
- 장포리 (長浦里)
- 해방리 (解放里)
- 운곡리 (雲谷里)
- 종곡리 (種谷里)
- 성북리 (城北里)
- 남애리 (南涯里)
- 운전리 (雲田里)
- 두포리 (豆浦里)
- 복송리 (福松里)
- 렴성리 (濂城里)
- 릉동리 (陵洞里)
- 신봉리 (新峰里)
- 해금강리 (海金剛里)
- 고봉리 (高峰里)
- 초구리 (草邱里)

## 같이 보기
- 금강산
- 고성군 (강원특별자치도)